# Melasina ramifera
Melasina ramifera är en fjärilsart som beskrevs av Edward Meyrick 1916. Melasina ramifera ingår i släktet Melasina och familjen säckspinnare. Inga underarter finns listade i Catalogue of Life.